# Rue Pérignon
La rue Pérignon est une rue des 7e et 15e  arrondissements de Paris.

## Situation et accès

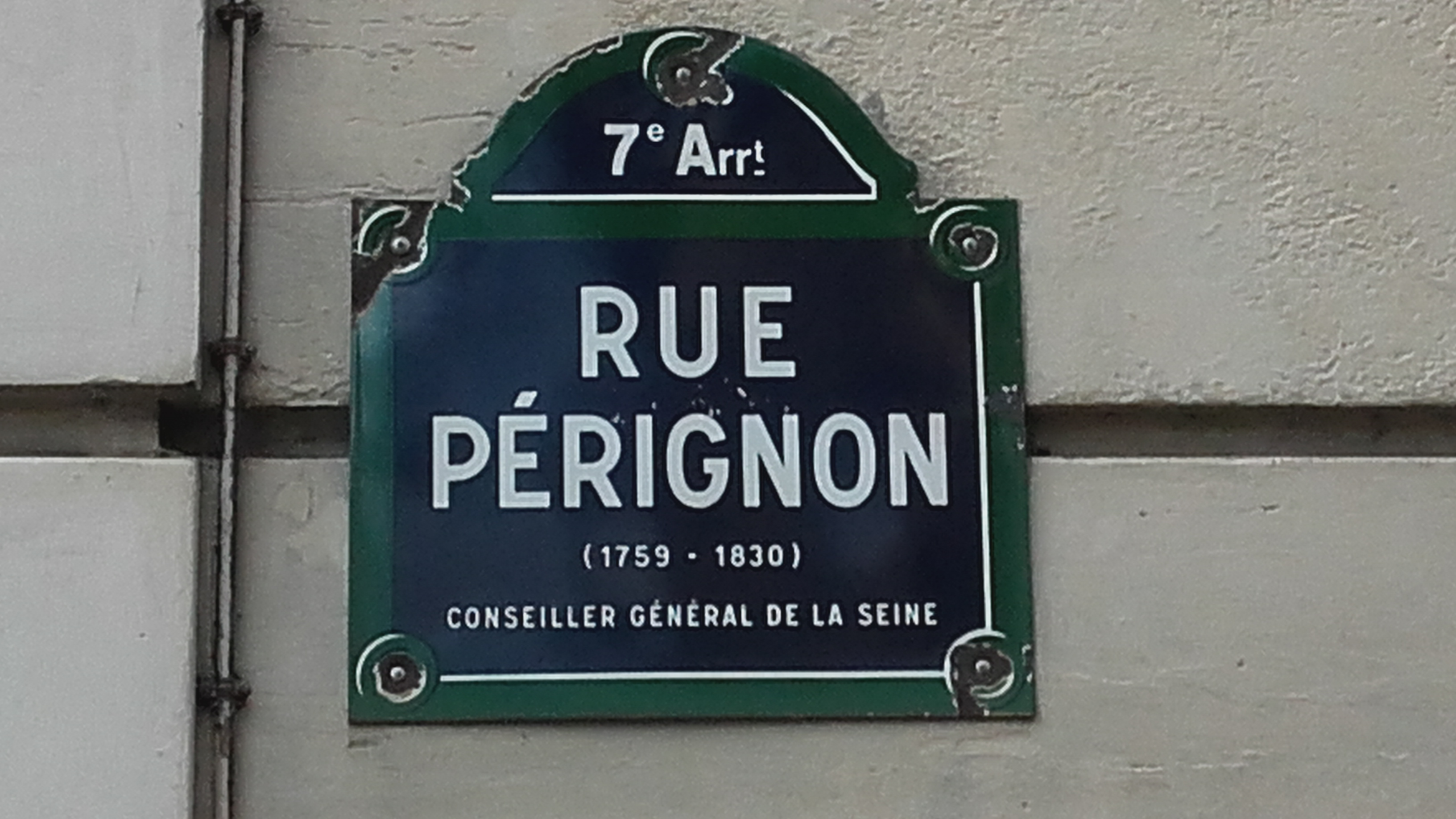
Plaque de la rue.

La station de métro Ségur se situe sur la rue Pérignon au croisement de l'avenue de Suffren.

## Origine du nom
Elle porte le nom de Pierre Pérignon, baron Pérignon, avocat, conseiller et président du Conseil général de la Seine (Sainte-Menehould, 1er avril 1759 – Paris, 21 février 1830). Il était avocat quand il fut élu, le 22 août 1815, député du grand collège de l’Aisne, par 71 voix (136 votants, 266 inscrits). Il siégea dans la minorité ministérielle et vota pour le projet relatif à la Cour des comptes. La dissolution de la Chambre introuvable, en septembre 1816, mit fin à sa carrière parlementaire. Chevalier de la Légion d’honneur, il fut anobli par lettres patentes du 26 octobre 1816, puis créé baron héréditaire sur promesse d’institution de majorat à établir pour son fils aîné, par autres lettres patentes du 12 décembre 1828.

## Historique
La partie située du côté des numéros impairs entre l'avenue de Saxe et la rue Bellart marquait la limite des abattoirs de Grenelle.
 

## Bâtiments remarquables et lieux de mémoire

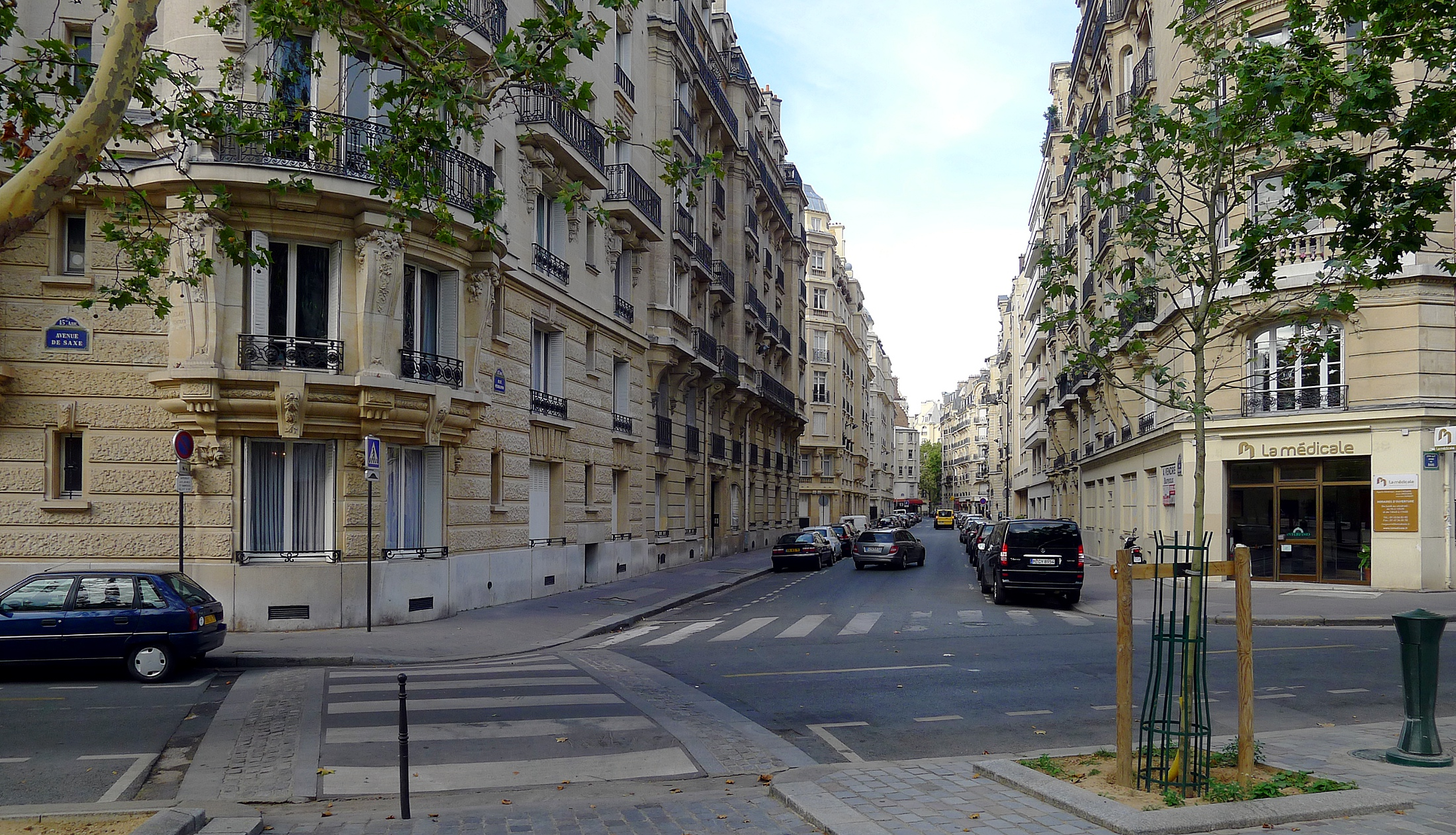
Vue de la rue Pérignon depuis l'avenue de Saxe, en août 2012.

- No 5 : domicile de l'ancien ministre Alain Savary. Un attentat vise son appartement en janvier 1962, parmi plusieurs ciblant des journalistes et des hommes politiques ; en juillet précédent, un premier attentat y avait déjà eu lieu[2].
- No 9 : ici se trouvait dans les années 2000 une plaque commémorative fantaisiste : « Karima BENTIFFA / Fonctionnaire / A VECU DANS CET IMMEUBLE / de 1984 à 1989 »[3],[4].